# Beykoz
Beykoz ist eine Stadtgemeinde (Belediye) im gleichnamigen Ilçe (Landkreis) der Provinz Istanbul in der türkischen Marmararegion und gleichzeitig ein Stadtbezirk der 1984 gebildeten Büyükşehir belediyesi İstanbul (Großstadtgemeinde/Metropolprovinz). Beykoz liegt auf der asiatischen (anatolischen) Seite der Großstadt und ist seit der Gebietsreform ab 2013 flächen- und einwohnermäßig identisch mit dem Landkreis.

## Geografie
Beykoz ist nach Sile der zweitgrößte Stadtbezirk auf der asiatischen Seite von Istanbul. Er erstreckt sich vom Schwarzen Meer im Norden und vom Bosporus im Westen bis zu den Bezirken Üsküdar und Ümraniye im Südwesten, Çekmeköy im Südosten und Sile im Osten. In der Rangliste der bevölkerungsreichsten Gemeinden/Stadtbezirke von Istanbul belegt Beykoz seit drei Jahren Platz 32, Tendenz fallend.

## Verwaltung
Der Landkreis entstand 1928 und bestand (bis) Ende 2012 aus der Kreisstadt und 20 Dörfern (Köy), die während der Verwaltungsreform 2013/2014 in Mahalle (Stadtviertel/Ortsteile) überführt wurden. Die bestehenden Mahalle der Kreisstadt blieben erhalten, durch Herabstufung der Dörfer zu Mahalle stieg deren Anzahl von 25 auf 45. Ihnen steht ein Muhtar als oberster Beamter vor.
Ende 2020 lebten durchschnittlich 5.469 Menschen in jedem Mahalle, 21.740 Einw. im bevölkerungsreichsten (Kavacık Mah.).

## Bevölkerung

### Volkszählungen
Ergebnisse der Volkszählungen aus E-Books der Originaldokumente.

| Jahr | İlçe (Kreis) gesamt | Şehir (Kreisstadt) | Ländlicher Anteil (in %) |
| ---- | ------------------- | ------------------ | ------------------------ |
| 1935 | 21.308              | 15.103             | 29,12                    |
| 1940 | 41.492              | 25.970             | 37,41                    |
| 1945 | 32.813              | 25.611             | 21,95                    |
| 1950 | 37.152              | 31.236             | 15,92                    |
| 1955 | 48.832              | 36.859             | 24,52                    |
| 1960 | 58.317              | 45.679             | 21,67                    |
| 1965 | 67.758              | 51.689             | 23,72                    |
| 1970 | 76.385              | 61.206             | 19,87                    |
| 1975 | 92.767              | 76.804             | 17,21                    |
| 1980 | 114.812             | 94.101             | 18,04                    |
| 1985 | 136.063             | 118.697            | 12,76                    |
| 1990 | 163.786             | 142.075            | 13,26                    |
| 2000 | 210.832             | 172.291            | 18,28                    |

### Bevölkerungsfortschreibung
Nachfolgende Tabelle zeigt die Bevölkerungsentwicklung des Kreises Beykoz und der Kreisstadt. Die Daten wurden durch Datenabfrage über das MEDAS-System des Türkischen Statistikinstituts TÜIK nach Auswahl des Jahres und der Region ermittelt.
| Jahr               | 2007    | 2008    | 2009    | 2010    | 2011    | 2012    | 2013                     | 2014                     | 2015                     | 2016                     | 2017                     | 2018                     | 2019                     | 2020                     |
| ------------------ | ------- | ------- | ------- | ------- | ------- | ------- | ------------------------ | ------------------------ | ------------------------ | ------------------------ | ------------------------ | ------------------------ | ------------------------ | ------------------------ |
| Ilce (Kreis)       | 241.833 | 243.454 | 244.137 | 246.136 | 247.284 | 246.352 | 248.056                  | 248.071                  | 249.727                  | 250.410                  | 251.087                  | 246.700                  | 248.260                  | 246.110                  |
| Sehir (Kreisstadt) | 200.572 | 219.960 | 220.008 | 221.542 | 222.075 | 220.364 | 248.056                  | 248.071                  | 249.727                  | 250.410                  | 251.087                  | 246.700                  | 248.260                  | 246.110                  |
| ländlicher Anteil  | 8,98    | 9,65    | 9,88    | 9,99    | 10,19   | 10,55   | Eingliederung der Dörfer | Eingliederung der Dörfer | Eingliederung der Dörfer | Eingliederung der Dörfer | Eingliederung der Dörfer | Eingliederung der Dörfer | Eingliederung der Dörfer | Eingliederung der Dörfer |

## Kultur und Sehenswürdigkeiten
Beykoz hieß in der Antike Amikos, griechisch Αμνικός, benannt nach einem thrakischen König.
Beykoz ist eine der letzten grünen Lungen von Istanbul. In keinem anderen Stadtbezirk von Istanbul gibt es so viele Waldflächen und Villen. Einige der Sehenswürdigkeiten in Beykoz sind der ägyptische Turm (Hıdiv Kasrı) von Abbas II., der osmanische Sommerpalast Küçük Su Kasrı, die alte Burganlage in Anadolu Hisarı, die Kirche des Heiligen Nikolaus und der Vehbi-Koç-Naturpark. Wegen des Plans, eine größere Fläche Wald in Beykoz für Bauprojekte abzuholzen und zusätzlich eine Grünfläche (Çayır) umzubauen, kommt es dort seit längerer Zeit zu Protesten.
In Beykoz ist auch eine alte Schuhfabrik (Beykoz Kundura), auf deren Gelände mittlerweile seit vielen Jahren türkische und ausländische Filme und Serien gedreht werden. Auf dem weitläufigen Gebiet gibt es auch ein Kino, eine Bühne, ein Restaurant sowie ein Hotel und ein Museum, das über die alte Schuhfabrik informiert. In Beykoz gibt es auch ein Glas- und Kristallmuseum. In Kanlica kann man Joghurt mit fester Kruste, der mit Puderzucker bestreut wird, essen.

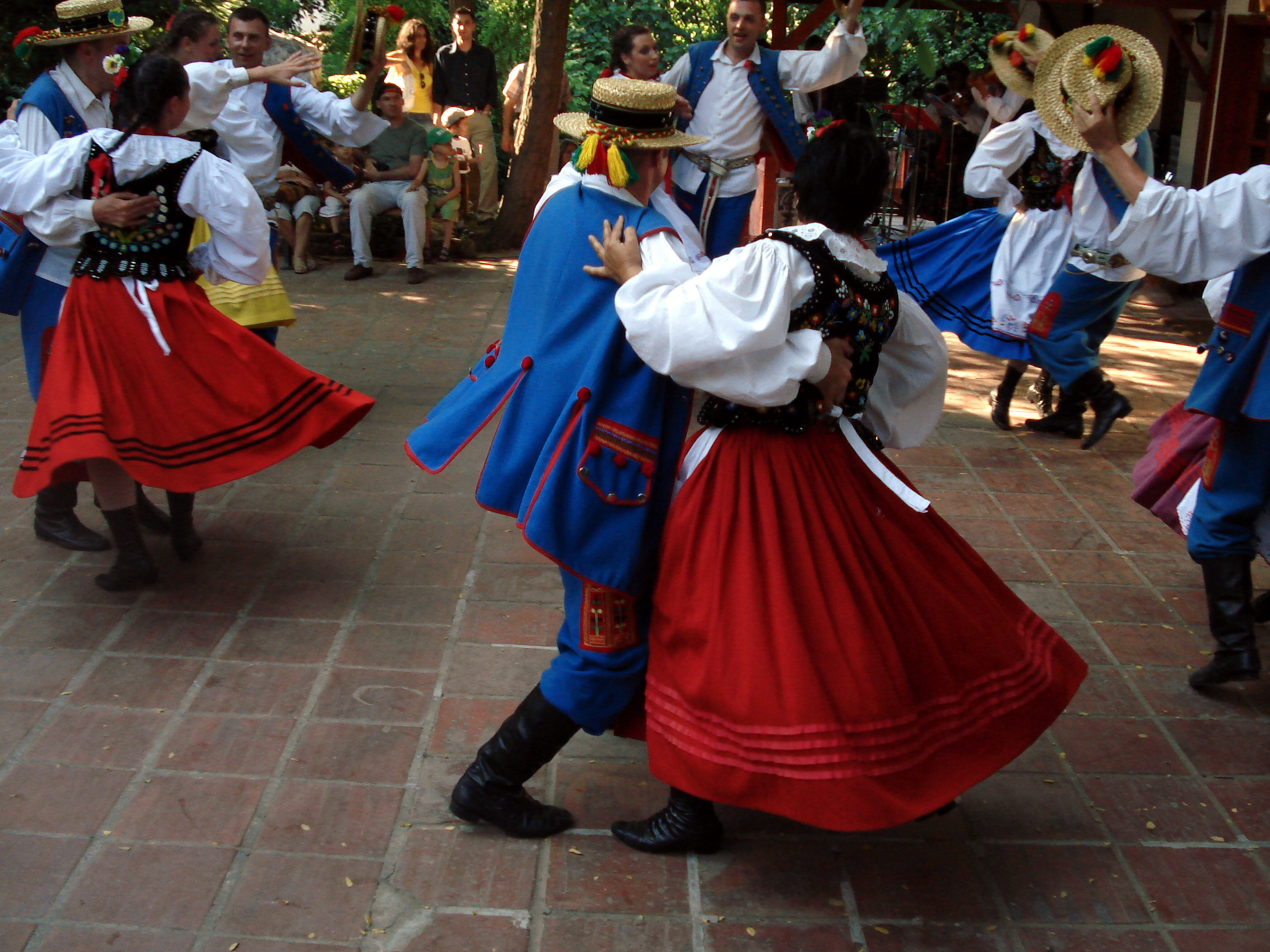
„Kiraz“-Festival in Polonezköy

Außerhalb Beykoz an der Straße zum Badeort Riva befindet sich eines der Kuriosa Istanbuls, Polonezköy (polnisch Adampol), das Polendorf. Gegründet wurde es nach dem Krimkrieg von polnischen, tschechischen und böhmischen Soldaten, die beschlossen, nicht in die Heimat zurückzukehren. Sie bauten ihr Dorf nach heimischer Art mit Fachwerkhäusern und umzäunten Gärten, in die sie vertraute Obstbäume und Sträucher pflanzten. Die Einwohner pflegen bis heute ihre Sprache und beliefern die in Istanbul lebenden Nichtmuslime mit Schweinefleisch, das sonst kaum erhältlich ist. Polonezköy ist ein beliebtes Ausflugsziel geworden, doch mit dem Zustrom der Besucher geht die einstige Idylle langsam verloren. Heute wohnt auch eine geringe Anzahl Bosporus-Deutscher dort. Polonezköy ist einer der kleinsten Mahalle (Stadtviertel/Ortsteile) von Beykoz, Ende 2020 wurden 361 Bewohner gezählt. 
Der Weg vom Zentrum Istanbuls nach Norden ist umsäumt von einer Reihe Yalıs, die aufwändig restauriert worden sind. In Anadolu Hisarı befindet sich die erste osmanische Festung, die der Eroberung von Byzanz dienen sollte. Sie wurde im Jahre 1395 vom Sultan Bayezid I. erbaut. Die Festung ist gut erhalten.
Etwas außerhalb in Anadolu Kavağı wurde einst von den Griechen ein Zeus-Tempel errichtet, später dann von den Byzantinern im 13. Jahrhundert eine Verteidigungsanlage (Yorus Kalesi) gebaut, dann 1305 von den Osmanen erobert, im Jahr 1350 von den Genuesern eingenommen und Ende des 14. Jahrhunderts im Jahre 1395 von Sultan Bayezid I. zurückerobert. 1783 wurde sie noch mal ausgebaut und ab dem 19. Jahrhundert verlassen. Etwas außerhalb kann man auch Joshuas Grab (Yuşâ Tepesi) besichtigen.
Beykoz beherbergt drei Universitäten, die İstanbul Medipol Üniversitesi, die Türkisch-Deutsche Universität und die Beykoz-Universität.
Es gibt außerdem vor Ort eine zu besonderen Anlässen aktive armenische Kirche: die Kirche des Heiligen Nikolaus (Beykoz).

## Sport
Der Fußballclub Beykozspor kommt aus diesem Stadtteil und spielt momentan in der dritthöchsten türkischen Liga. Der Handballverein Beykoz Belediye SK wurde 2023 türkischer Meister der Männer.

## Persönlichkeiten der Stadt
- Ahmet Muhtar Merter (1891–1959), türkischer Widerstandskämpfer
- Nesip Mustafa Merter (* 1947), türkisch-schweizerischer Psychiater und Buchautor
- Orhan Veli Kanık (1914–1950), türkischer Dichter[20]